# Schildfische
Die Schildfische (Gobiesocidae), auch Schildbäuche oder Ansauger genannt, sind eine Familie aus der Gruppe der Barschverwandten (Percomorphaceae). Sie sind am nächsten mit den Schleimfischartigen (Blenniiformes) verwandt. Die über 170 Arten in etwa 50 Gattungen leben in gemäßigten, subtropischen und tropischen Meeren, wenige auch im Süßwasser und Brackwasser.

## Merkmale
Es handelt sich um grundelähnliche, stark spezialisierte Tiere. Die Bauchflossen sind zu einer Saugscheibe, mit der sich die Fische am Untergrund festhalten können, verwachsen. Die Haut hat keine Schuppen, aber eine dicke Schleimschicht. Eine Schwimmblase fehlt. Zu erwähnen wären noch die Genitalpapille der Männchen und das Fehlen von Basi- und Orbitosphenoid im Schädel. Die Kiemen am vierten Bogen fehlen zur Hälfte oder ganz.
Meist werden die Fische nur um die fünf Zentimeter lang, einige nur 2–3 Zentimeter, die größte Art (Chorisochismus dentex) kann 30 Zentimeter lang werden. Die Arten der Gattung Alabes (Unterfamilie Cheilobranchinae) sind aal- („Küstenaale“) oder eigentlich (wegen ihrer geringen Größe) wurmförmig, ihr Saugnapf ist klein oder verschwunden.

## Lebensweise
Schildfische bewohnen meist Flachgewässer mit felsigem Grund und Algenbewuchs oder leben in Seegraswiesen. Nur wenige Arten kommen in Korallenriffen vor. Einige Arten leben auch in Symbiose mit Wirbellosen, so der Haarstern-Schildbauch (Discotrema crinophila) und der Seeigel-Schildbauch (Diademichthys lineatus). Beim Seeigel-Schildbauch, der zwischen den Stacheln von Diadem-Seeigeln (Diadema sp.) lebt, hat man allerdings festgestellt, dass er die Füßchen der Seeigel frisst. Somit ist es wohl eher Parasitismus.

## Innere Systematik
Die Schildfische werden in neun Unterfamilien unterteilt.
- Unterfamilie Cheilobranchinae
  - Gattung AlabesAlabes dorsalis
    - Alabes bathys Hutchins, 2006
    - Alabes brevis Springer & Fraser, 1976

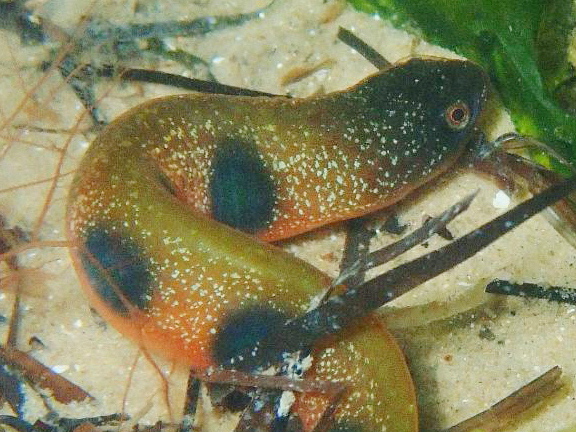
Alabes dorsalis

    - Alabes dorsalis (Richardson, 1845)
    - Alabes elongata Hutchins & Morrison, 2004
    - Alabes gibbosa Hutchins & Morrison, 2004
    - Alabes hoesei Springer & Fraser, 1976
    - Alabes obtusirostris Hutchins & Morrison, 2004
    - Alabes occidentalis Hutchins & Morrison, 2004
    - Alabes parvula (McCulloch, 1909)
    - Alabes scotti Hutchins & Morrison, 2004
    - Alabes springeri Hutchins, 2006

  - Gattung Barryichthys Conway et al., 2019[3]
    - Barryichthys hutchinsi Conway et al., 2019
    - Barryichthys algicola Conway et al., 2019

  - Gattung CochleocepsCochleoceps bicolor

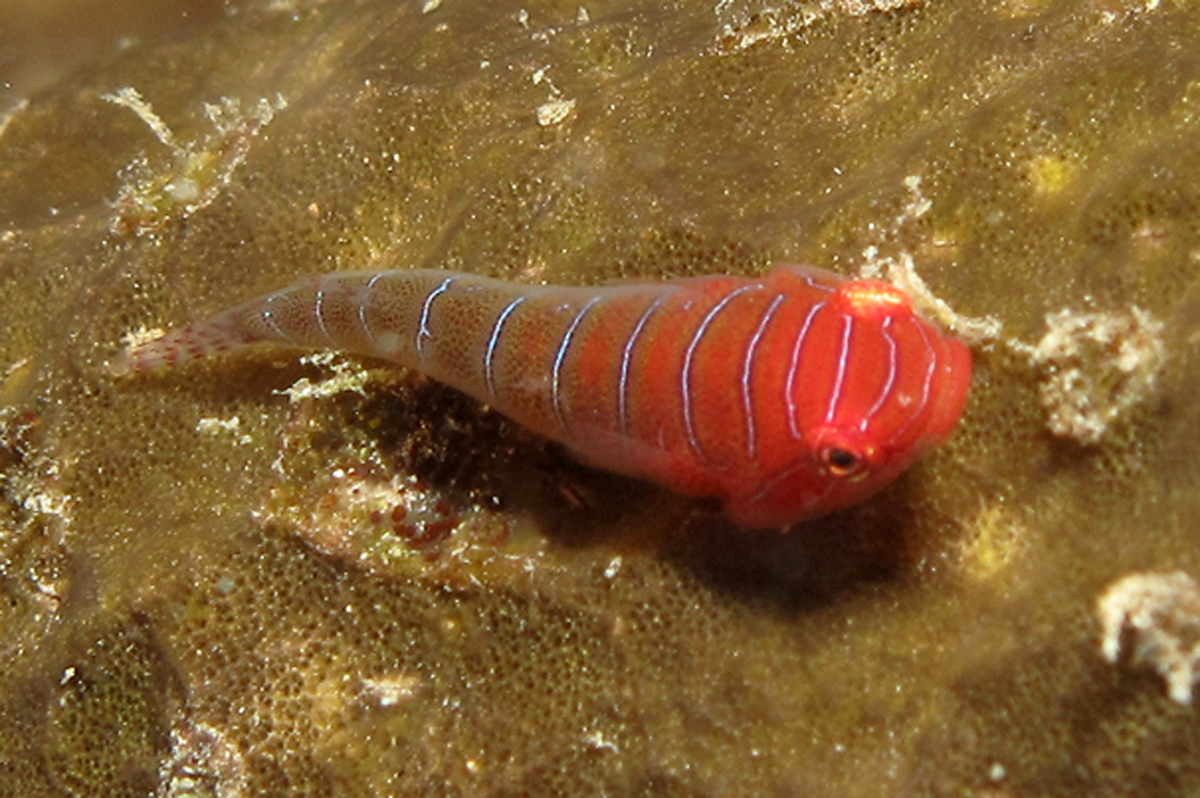
Cochleoceps bicolor

    - Cochleoceps bassensis Hutchins, 1983
    - Cochleoceps bicolor Hutchins, 1991
    - Cochleoceps orientalis Hutchins, 1991
    - Cochleoceps spatula (Günther, 1861)
    - Cochleoceps viridis Hutchins, 1991

  - Gattung Erdmannichthys[4]
    - Erdmannichthys alorensis Allen & Erdmann, 2012

  - Gattung Parvicrepis
    - Parvicrepis parvipinnis (Waite, 1906)
- Unterfamilie Chorisochisminae
  - Gattung ChorisochismusChorisochismus dentex

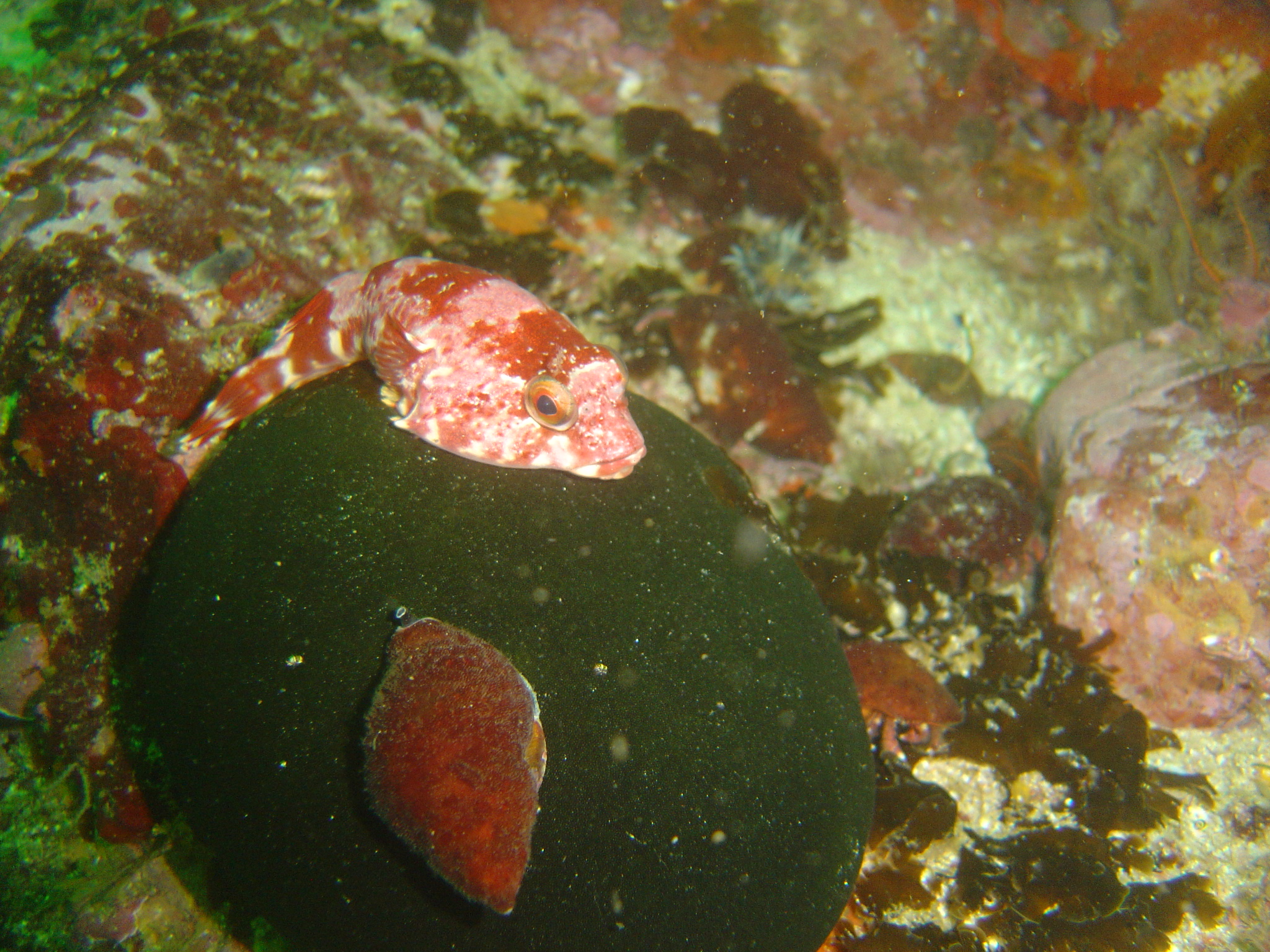
Chorisochismus dentex

    - Chorisochismus dentex (Pallas, 1769)

  - Gattung Eckloniaichthys
    - Eckloniaichthys scylliorhiniceps Smith, 1943
- Unterfamilie Diademichthyinae Whitley, 1950  (Syn.: Aspasminae)
  - Gattung Aspasma
    - Aspasma minima (Döderlein, 1887)

  - Gattung AspasmichthysAspasmichthys ciconiae

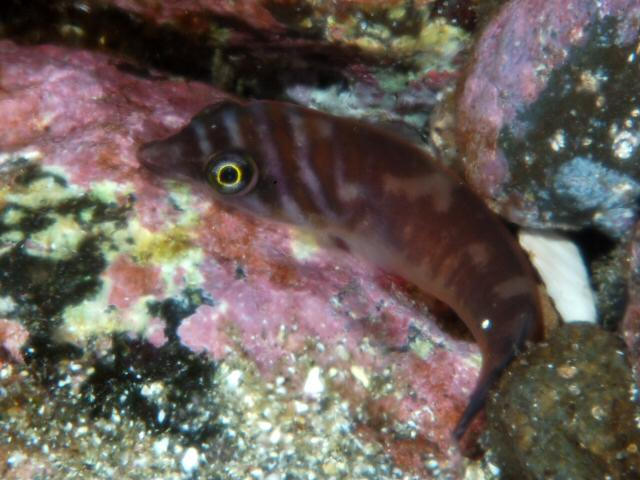
Aspasmichthys ciconiae

    - Aspasmichthys ciconiae (Jordan & Fowler, 1902)

  - Gattung Aspasmodes
    - Aspasmodes briggsi Smith, 1957

  - Gattung Briggsia
    - Briggsia hastingsi Craig & Randall, 2009

  - Gattung Diademichthys
    - Diademichthys lineatus (Sauvage, 1883)

  - Gattung Discotrema
    - Discotrema crinophilum Briggs, 1976
    - Discotrema monogrammum Craig & Randall, 2008
    - Discotrema nigrum (Fricke, 2014)
    - Discotrema zonatum Craig & Randall, 2008

  - Gattung Flabellicauda Fujiwara, Conway & Motomura, 2021
    - Flabellicauda akiko (Allen & Erdmann, 2012)
    - Flabellicauda bolini (Briggs, 1962)
    - Flabellicauda cometes Fujiwara, Conway & Motomura, 2021

  - Gattung Flexor Conway, Stewart & Summers, 2018[5]
    - Flexor incus Conway, Stewart & Summers, 2018

  - Gattung LepadichthysLepadichthys frenatus

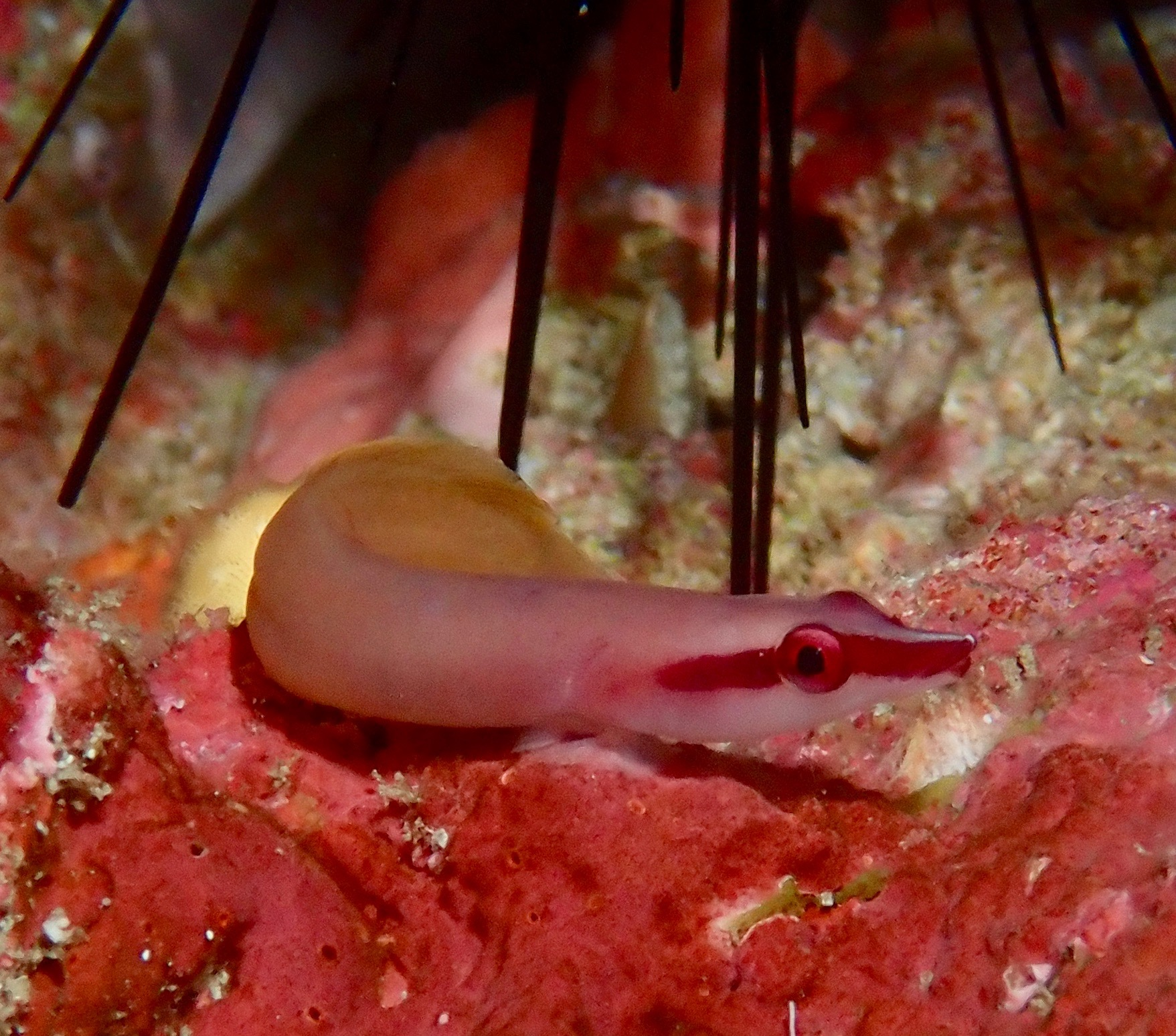
Lepadichthys frenatus

    - Lepadichthys bilineatus Craig et al., 2015
    - Lepadichthys caritus Briggs, 1969
    - Lepadichthys coccinotaenia Regan, 1921
    - Lepadichthys ctenion Briggs & Link, 1963
    - Lepadichthys erythraeus Briggs & Link, 1963
    - Lepadichthys frenatus Waite, 1904
    - Lepadichthys minor Briggs, 1955
    - Lepadichthys sandaracatus Whitley, 1943
    - Lepadichthys springeri Briggs, 2001

  - Gattung Lepadicyathus
    - Lepadicyathus mendeleevi Prokofiev, 2005

  - Gattung Liobranchia
    - Liobranchia stria Briggs, 1955

  - Gattung Lissonanchus
    - Lissonanchus lusheri Smith, 1966

  - Gattung Pherallodichthys
    - Pherallodichthys meshimaensis Shiogaki & Dotsu, 1983

  - Gattung PherallodusPherallodus indicus

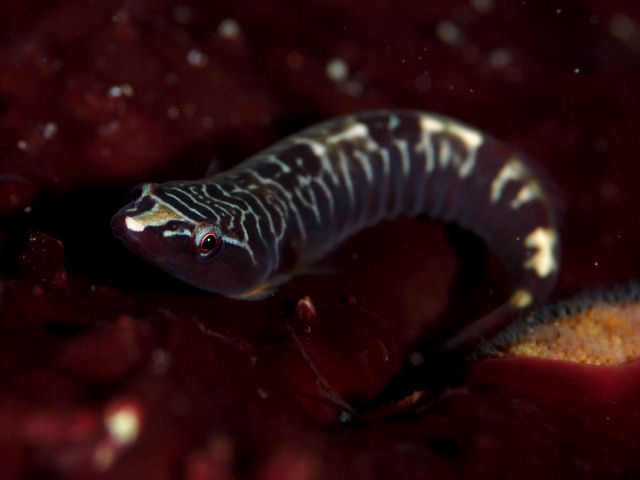
Pherallodus indicus

    - Pherallodus indicus (Weber, 1913)
    - Pherallodus smithi Briggs, 1955

  - Gattung Propherallodus
    - Propherallodus briggsi Shiogaki & Dotsu, 1983
    - Propherallodus longipterus Fujiwara & Motomura, 2018

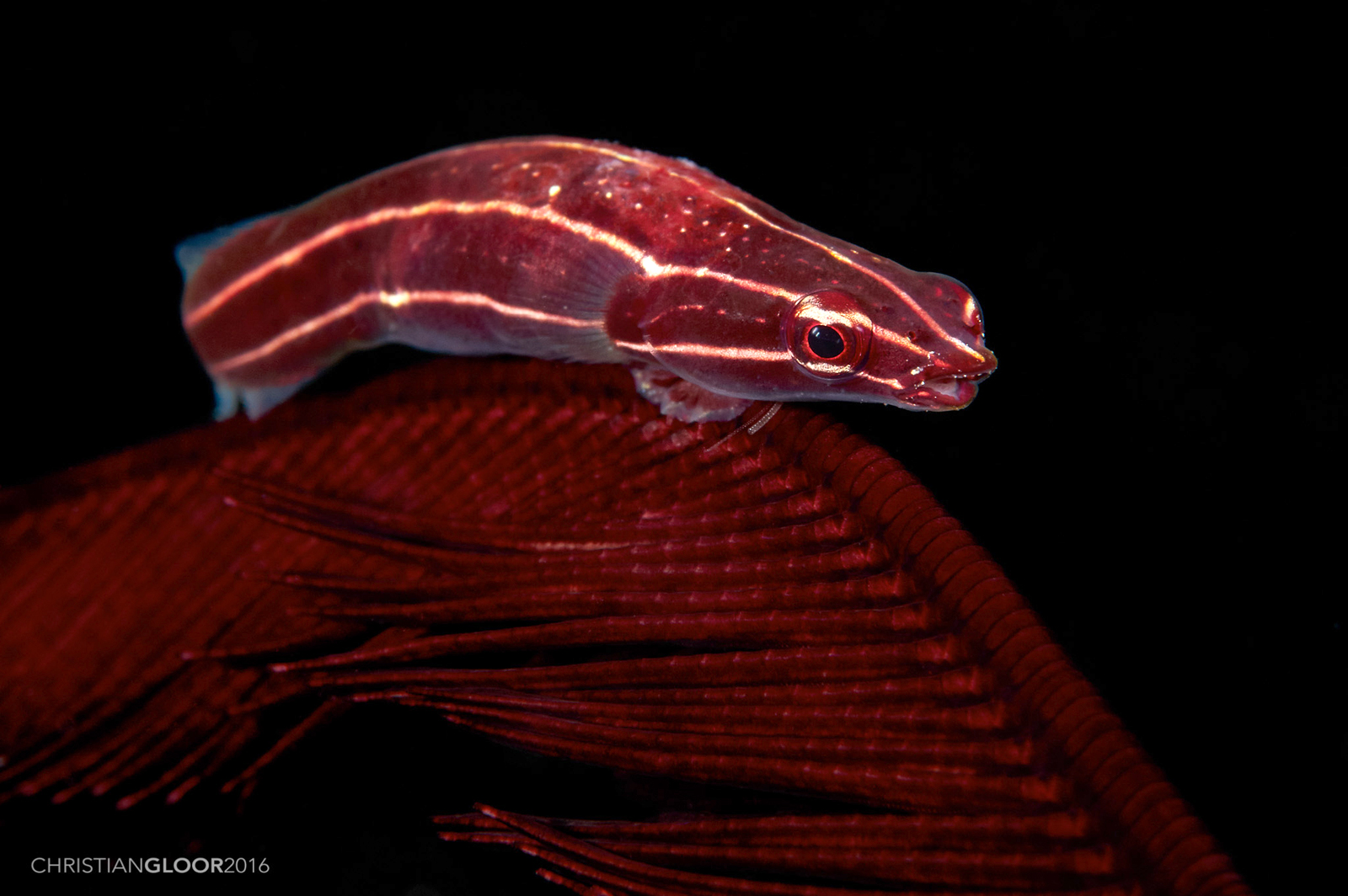
Rhinolepadichthys lineatus

  - Gattung Rhinolepadichthys Fujiwara et al., 2024[6]Rhinolepadichthys lineatus
    - Rhinolepadichthys lineatus (Briggs, 1966)
    - Rhinolepadichthys geminus (Fujiwara & Motomura, 2021)
    - Rhinolepadichthys heemstraorum (Fujiwara & Motomura, 2021)
    - Rhinolepadichthys polyastrous (Fujiwara &  Motomura, 2021)
- Unterfamilie Diplocrepinae
  - Gattung Diplocrepis
    - Diplocrepis puniceus (Richardson, 1846) Diplocrepis puniceus
- Unterfamilie Haplocylicinae
  - Gattung Gastrocyathus

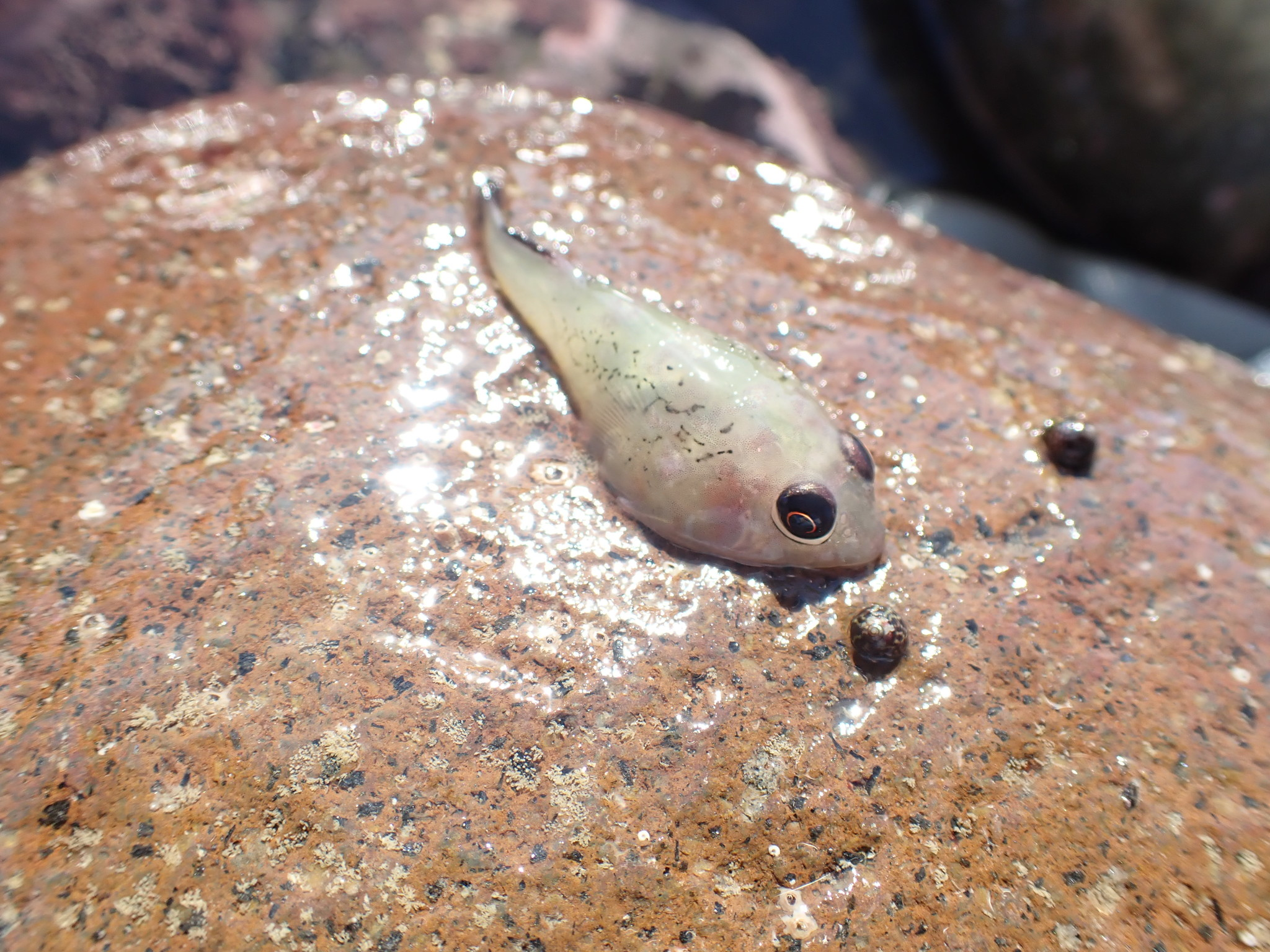
Diplocrepis puniceus

    - Gastrocyathus gracilis Briggs, 1955

  - Gattung Gastrocymba
    - Gastrocymba quadriradiata (Rendahl, 1926)

  - Gattung Gastroscyphus
    - Gastroscyphus hectoris (Günther, 1876)

  - Gattung Haplocylix
    - Haplocylix littoreus (Forster, 1801)
- Unterfamilie Gobiesocinae
  - Gattung Acyrtops
    - Acyrtops amplicirrus Briggs, 1955
    - Acyrtops beryllinus (Hildebrand & Ginsburg, 1927)

  - Gattung AcyrtusAcyrtus artius
    - Acyrtus artius Briggs, 1955

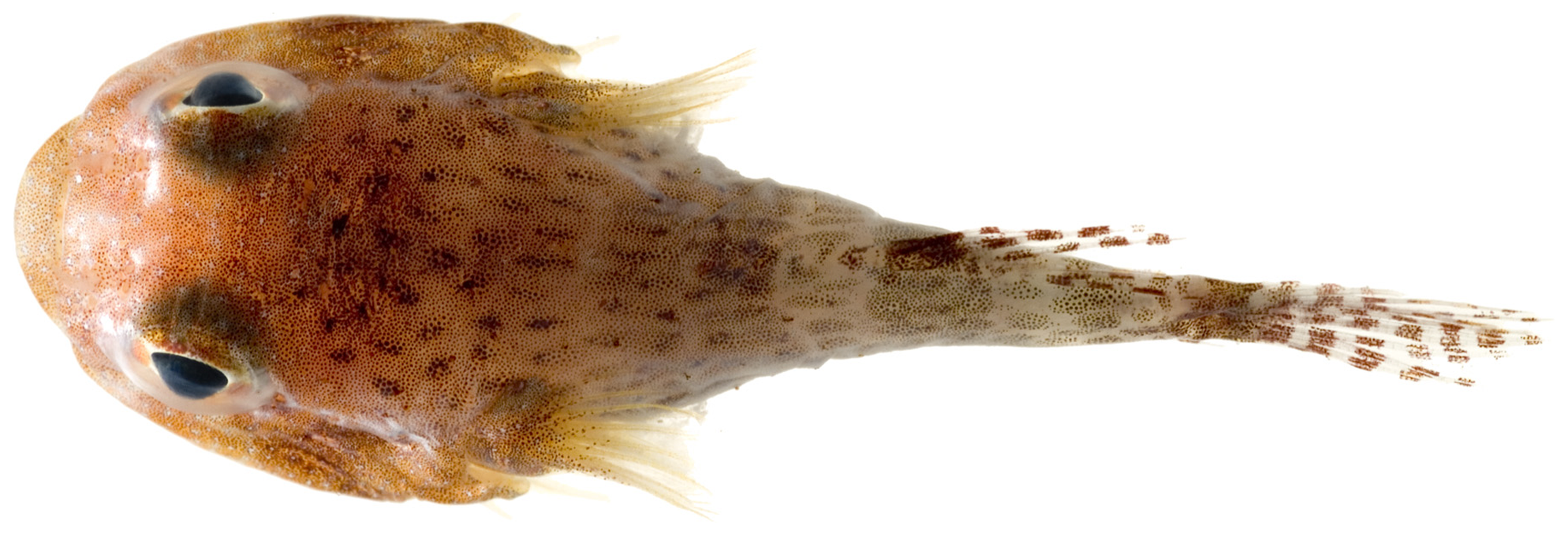
Acyrtus artius

    - Acyrtus lanthanum Conway, Baldwin & White, 2014
    - Acyrtus pauciradiatus Sampaio, de Anchieta, Nunes & Mendes, 2004
    - Acyrtus rubiginosus (Poey, 1868)

  - Gattung ArcosArcos nudus
    - Arcos decoris Briggs, 1969

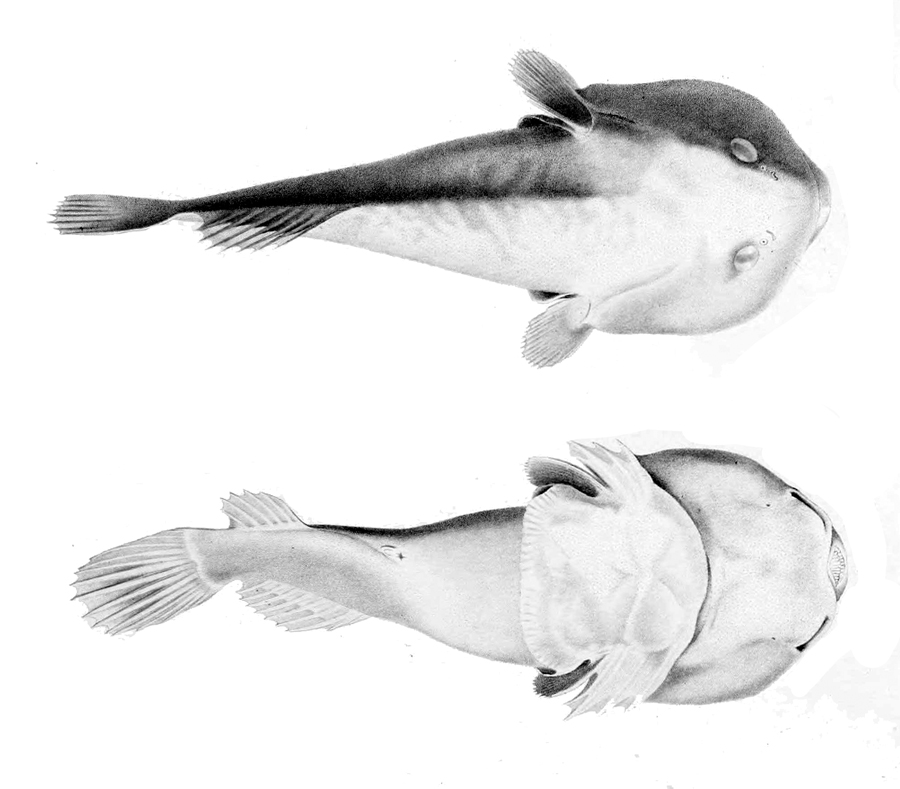
Arcos nudus

    - Arcos erythrops (Jordan & Gilbert, 1882)
    - Arcos macrophthalmus (Günther, 1861)
    - Arcos nudus (Linnaeus, 1758)
    - Arcos poecilophthalmos (Jenyns, 1842)
    - Arcos rhodospilus (Günther, 1864)

  - Gattung Derilissus
    - Derilissus altifrons Smith-Vaniz, 1971
    - Derilissus kremnobates Fraser, 1970
    - Derilissus nanus Briggs, 1969
    - Derilissus vittiger Fraser, 1970

  - Gattung GobiesoxGobiesox strumosus

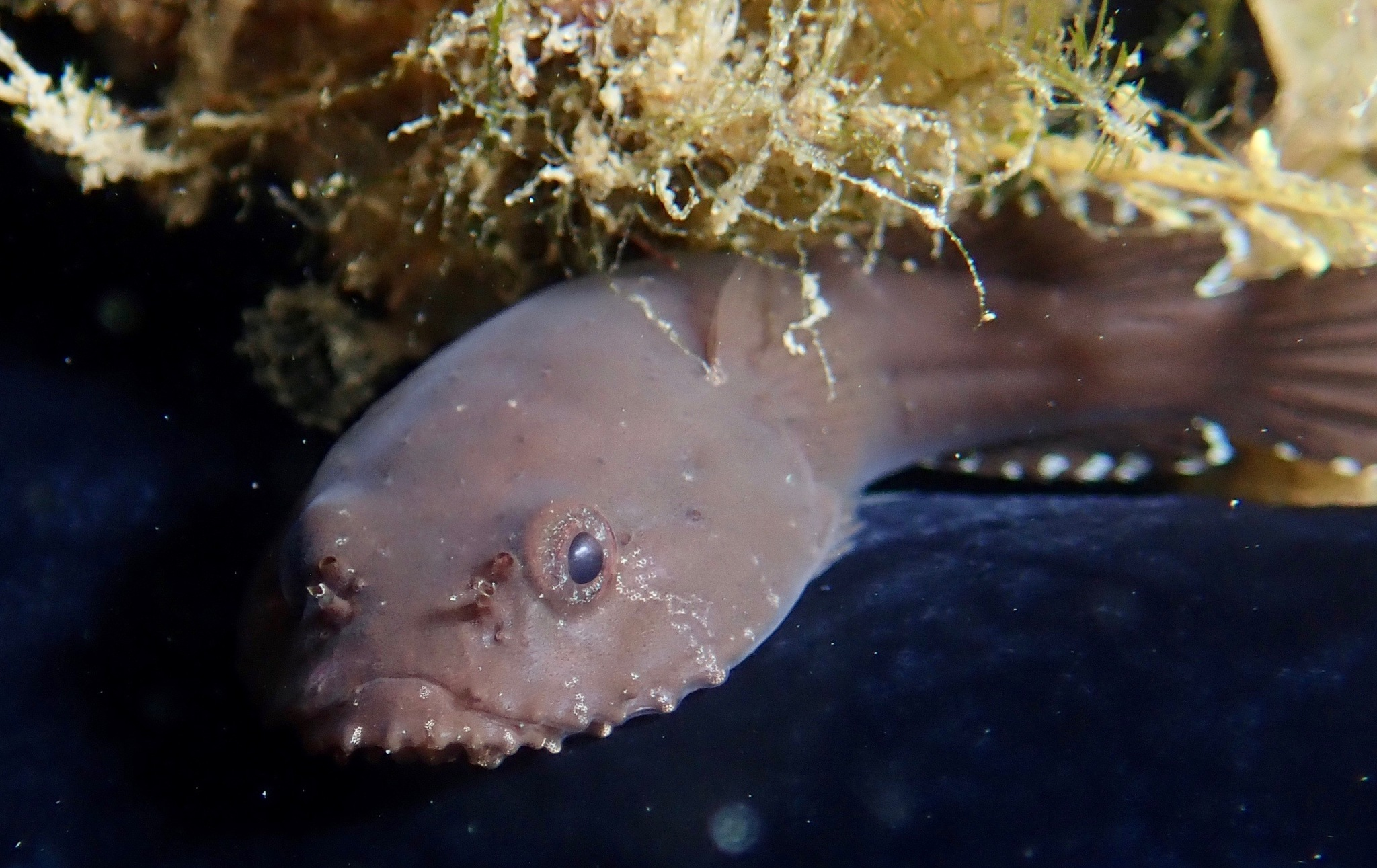
Gobiesox strumosus

    - Gobiesox adustus Jordan & Gilbert, 1882
    - Gobiesox aethus (Briggs, 1951)
    - Gobiesox barbatulus Starks, 1913
    - Gobiesox canidens (Briggs, 1951)
    - Gobiesox crassicorpus (Briggs, 1951)
    - Gobiesox daedaleus Briggs, 1951
    - Gobiesox eugrammus Briggs, 1955
    - Gobiesox fluviatilis Briggs & Miller, 1960
    - Gobiesox fulvus Meek, 1907
    - Gobiesox funebris Gilbert, 1890
    - Gobiesox juniperoserrai Espinosa Pérez & Castro-Aguirre, 1996
    - Gobiesox juradoensis Fowler, 1944
    - Gobiesox lucayanus Briggs, 1963
    - Gobiesox maeandricus (Girard, 1858)
    - Gobiesox marijeanae Briggs, 1960
    - Gobiesox marmoratus Jenyns, 1842
    - Gobiesox mexicanus Briggs & Miller, 1960
    - Gobiesox milleri Briggs, 1955
    - Gobiesox multitentaculus (Briggs, 1951)
    - Gobiesox nigripinnis (Peters, 1859)
    - Gobiesox papillifer Gilbert, 1890
    - Gobiesox pinniger Gilbert, 1890
    - Gobiesox potamius Briggs, 1955
    - Gobiesox punctulatus (Poey, 1876)
    - Gobiesox rhessodon Smith, 1881
    - Gobiesox schultzi Briggs, 1951
    - Gobiesox stenocephalus Briggs, 1955
    - Gobiesox strumosus Cope, 1870
    - Gobiesox varius (Briggs, 1955)
    - Gobiesox woodsi (Schultz, 1944)

  - Gattung GouaniaGouania willdenowi

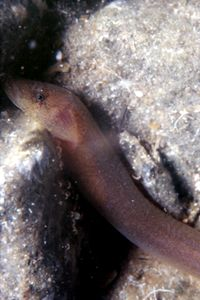
Gouania willdenowi

    - Gouania willdenowi (Risso, 1810)

  - Gattung Lecanogaster
    - Lecanogaster chrysea Briggs, 1957
    - Lecanogaster gorgoniphila Fricke & Wirtz, 2017

  - Gattung Nettorhamphos Conway et al., 2017
    - Nettorhamphos radula Conway et al., 2017

  - Gattung Opeatogenys
    - Opeatogenys cadenati Briggs, 1957
    - Opeatogenys gracilis (Canestrini, 1864)

  - Gattung Posidonichthys
    - Posidonichthys hutchinsi Briggs, 1993

  - Gattung RimicolaRimicola eigenmanni
    - Rimicola cabrilloi Briggs, 2002
    - Rimicola dimorpha Briggs, 1955

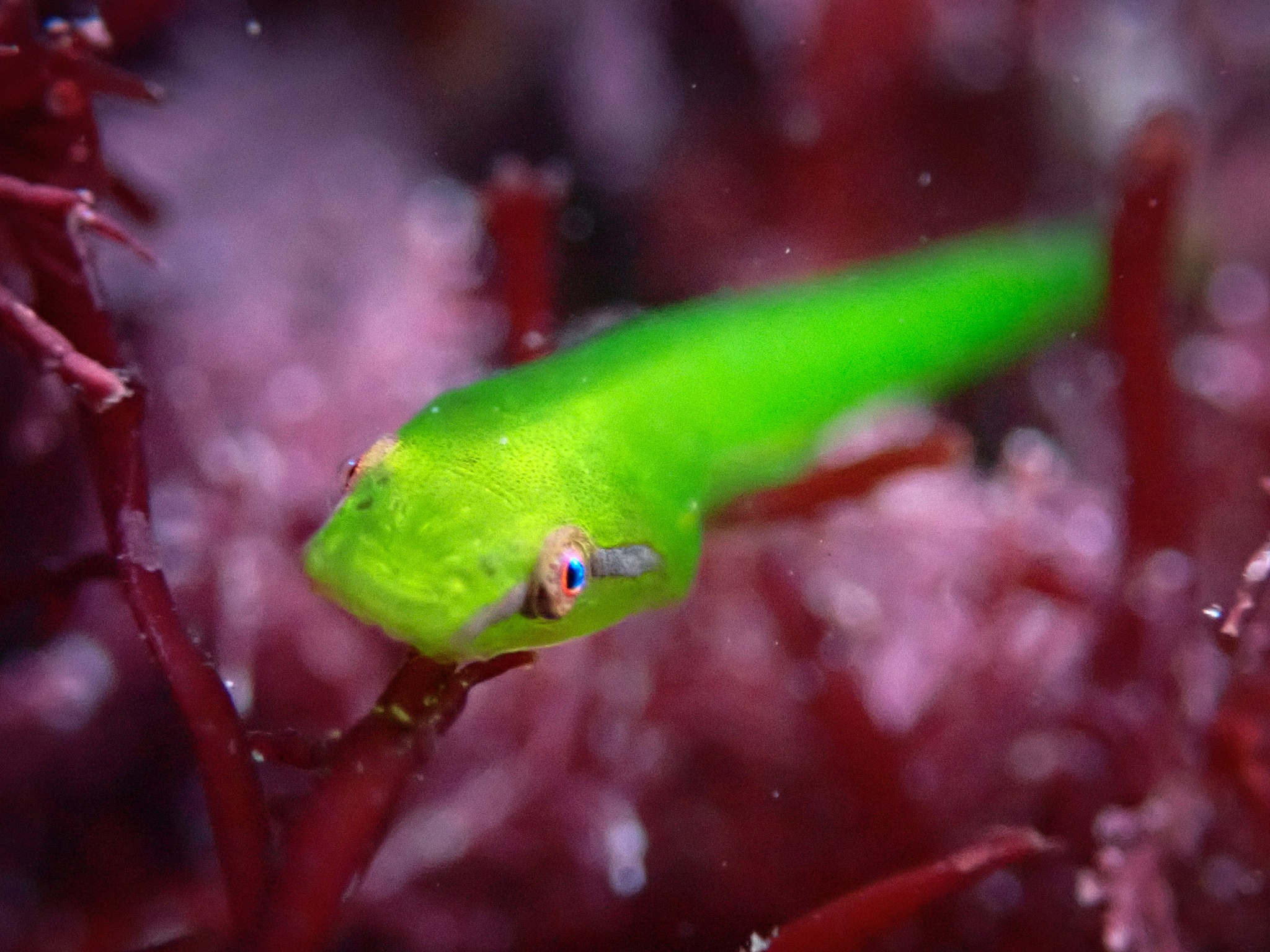
Rimicola eigenmanni

    - Rimicola eigenmanni (Gilbert, 1890)
    - Rimicola muscarum (Meek & Pierson, 1895)
    - Rimicola sila Briggs, 1955

  - Gattung SicyasesSicyases sanguineus

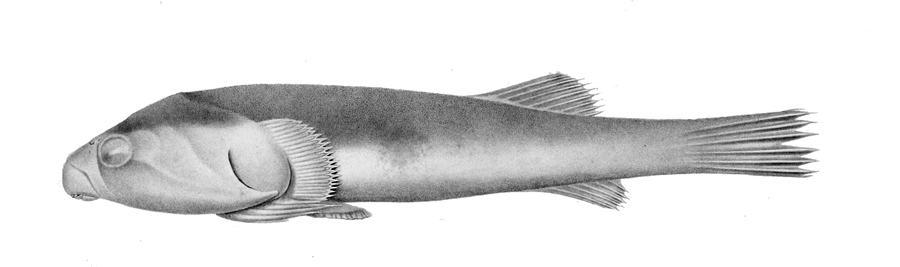
Sicyases sanguineus

    - Sicyases brevirostris (Guichenot, 1848)
    - Sicyases hildebrandi Schultz, 1944
    - Sicyases sanguineus Müller & Troschel, 1843

  - Gattung TomicodonTomicodon fasciatus
    - Tomicodon absitus Briggs, 1955

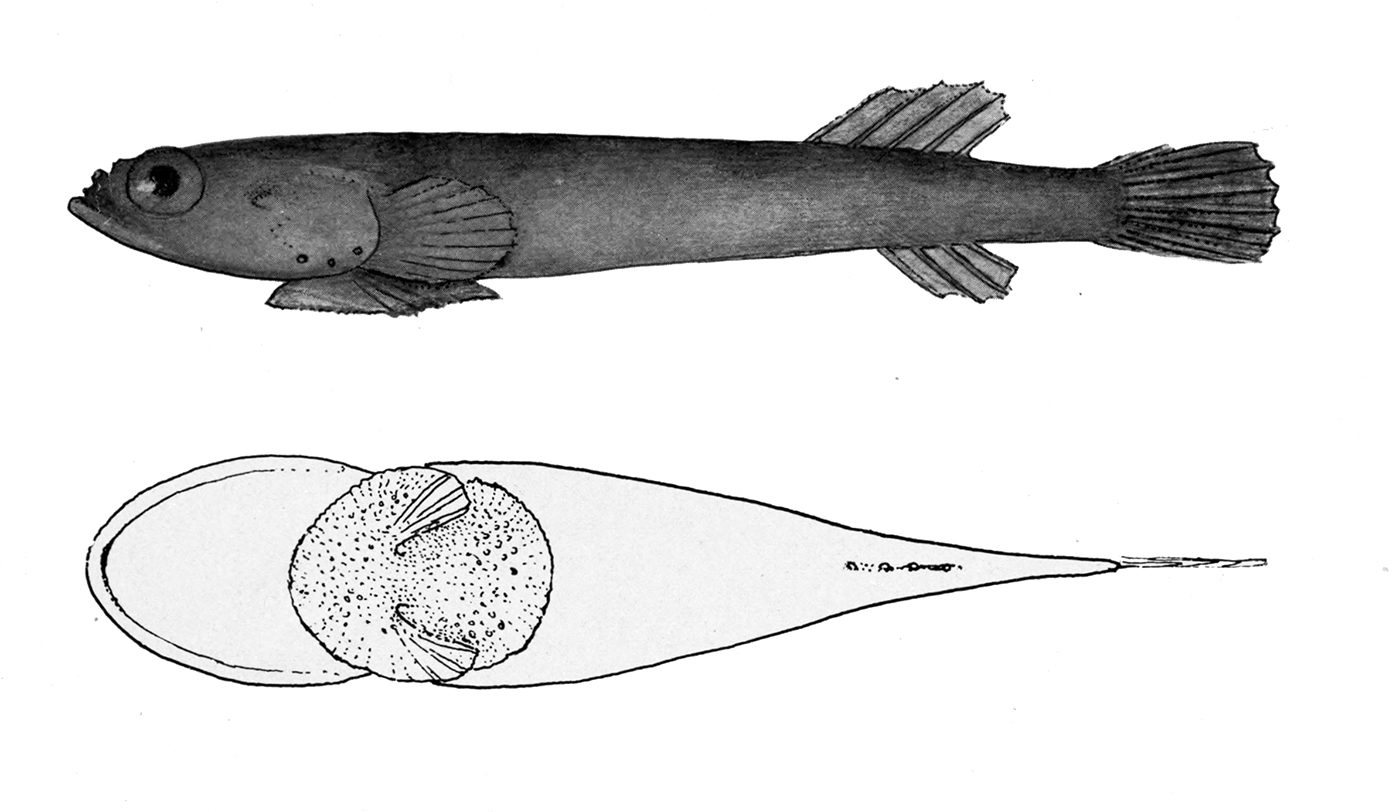
Tomicodon fasciatus

    - Tomicodon abuelorum Szelistowski, 1990
    - Tomicodon australis Briggs, 1955
    - Tomicodon bidens Briggs, 1969
    - Tomicodon boehlkei Briggs, 1955
    - Tomicodon briggsi Williams & Tyler, 2003
    - Tomicodon chilensis Brisout de Barneville, 1846
    - Tomicodon clarkei Williams & Tyler, 2003
    - Tomicodon cryptus Williams & Tyler, 2003
    - Tomicodon eos (Jordan & Gilbert, 1882)
    - Tomicodon fasciatus (Peters, 1859)
    - Tomicodon humeralis (Gilbert, 1890)
    - Tomicodon lavettsmithi Williams & Tyler, 2003
    - Tomicodon leurodiscus Williams & Tyler, 2003
    - Tomicodon myersi Briggs, 1955
    - Tomicodon petersii (Garman, 1875)
    - Tomicodon prodomus Briggs, 1969
    - Tomicodon reitzae Briggs, 2001
    - Tomicodon rhabdotus Smith-Vaniz, 1969
    - Tomicodon rupestris (Poey, 1860)
    - Tomicodon vermiculatus Briggs, 1955
    - Tomicodon zebra (Jordan & Gilbert, 1882)
- Unterfamilie Lepadogastrinae
  - Gattung ApletodonApletodon incognitus

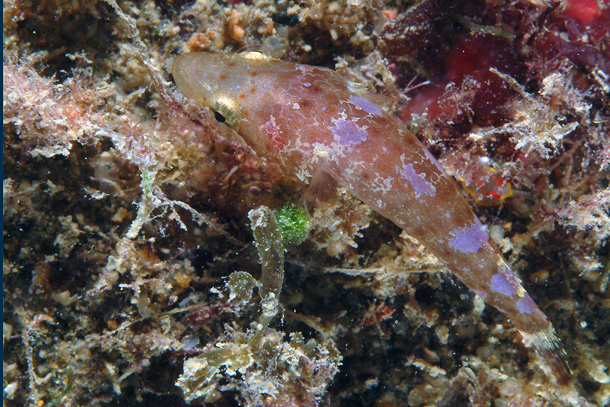
Apletodon incognitus

    - Apletodon bacescui (Murgoci, 1940)
    - Apletodon barbatus Fricke, Wirtz & Brito, 2010
    - Apletodon dentatus (Facciolà, 1887)
    - Apletodon gabonensis ricke & Wirtz, 2018
    - Apletodon incognitus Hofrichter & Patzner, 1997
    - Apletodon pellegrini (Chabanaud, 1925)
    - Apletodon wirtzi Fricke, 2007

  - Gattung DiplecogasterDiplecogaster bimaculata

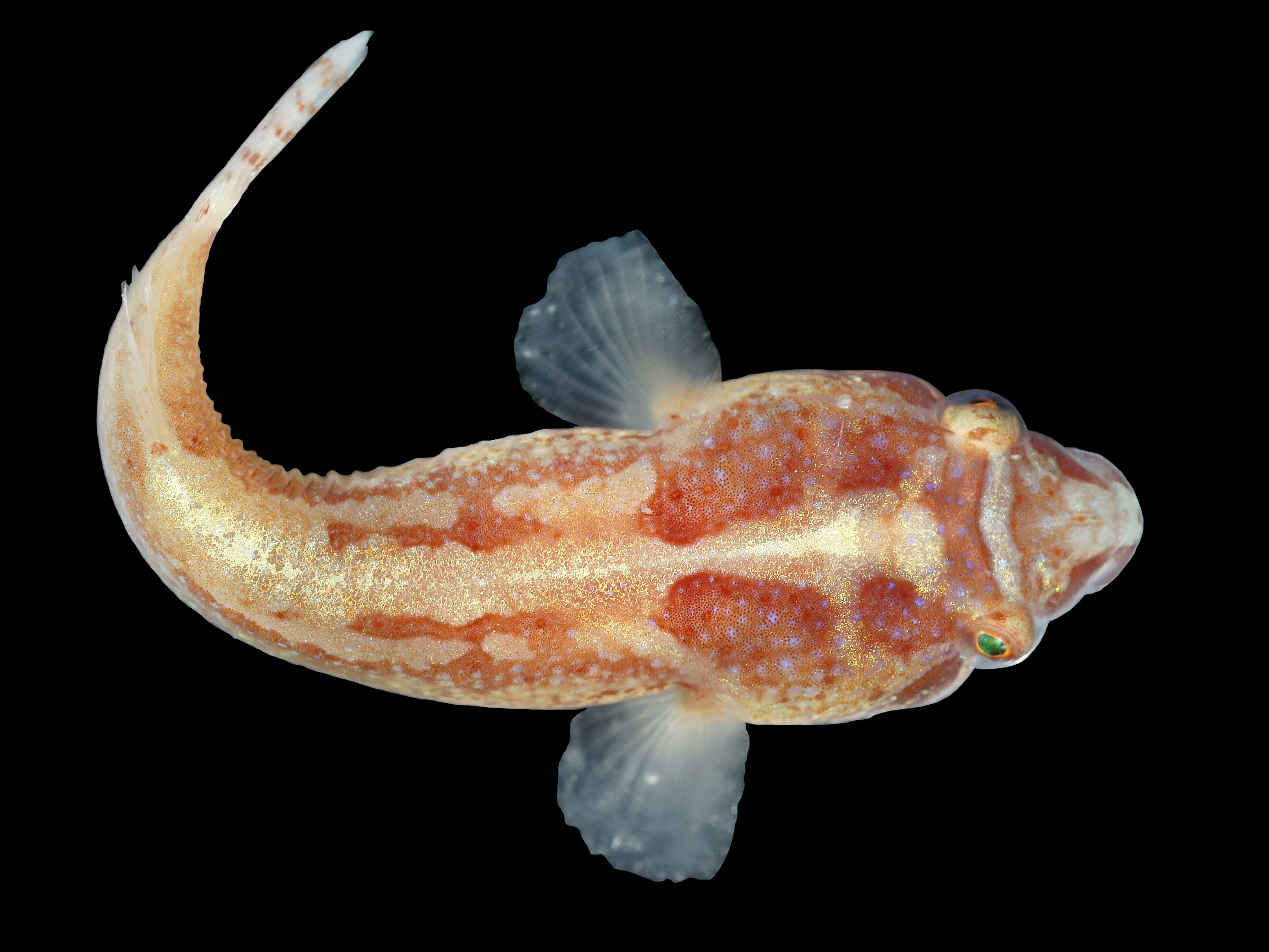
Diplecogaster bimaculata

    - Diplecogaster bimaculata (Bonnaterre, 1788)
    - Diplecogaster ctenocrypta Briggs, 1955
    - Diplecogaster megalops Briggs, 1955
    - Diplecogaster tonstricula Fricke et al., 2015
    - Diplecogaster umutturali Bilecenoğlu et al., 2017

  - Gattung LepadogasterLepadogaster candolii

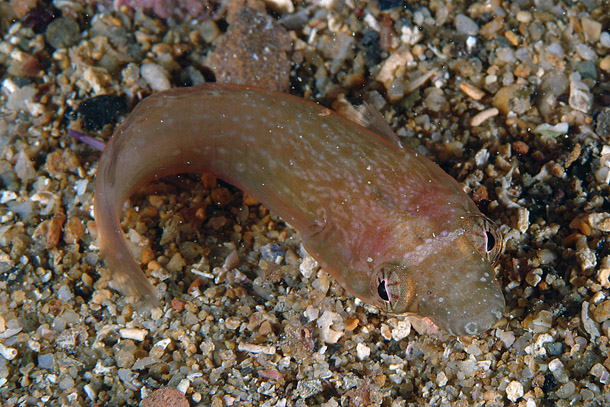
Lepadogaster candolii

    - Connemara-Schildbauch (Lepadogaster candolii) Risso, 1810
    - Blaufleckiger Ansauger (Lepadogaster lepadogaster) (Bonnaterre, 1788)
    - Lepadogaster purpurea (Bonnaterre, 1788)
- Unterfamilie Protogobiesocinae Fricke et al., 2016[7]
  - Gattung Gymnoscyphus
    - Gymnoscyphus ascitus Böhlke & Robins, 1970

  - Gattung Kopua
    - Kopua japonica Moore, Hutchins & Okamoto, 2012
    - Kopua kuiteri Hutchins, 1991
    - Kopua nuimata Hardy, 1984
    - Kopua vermiculata Shinohara & Katayama, 2015
    - Kopua yoko Fujiwara et al., 2018

  - Gattung Protogobiesox Fricke et al., 2016
    - Protogobiesox asymmetricus Fricke et al., 2016
- Unterfamilie Trachelochisminae
  - Gattung DellichthysDellichthys morelandi

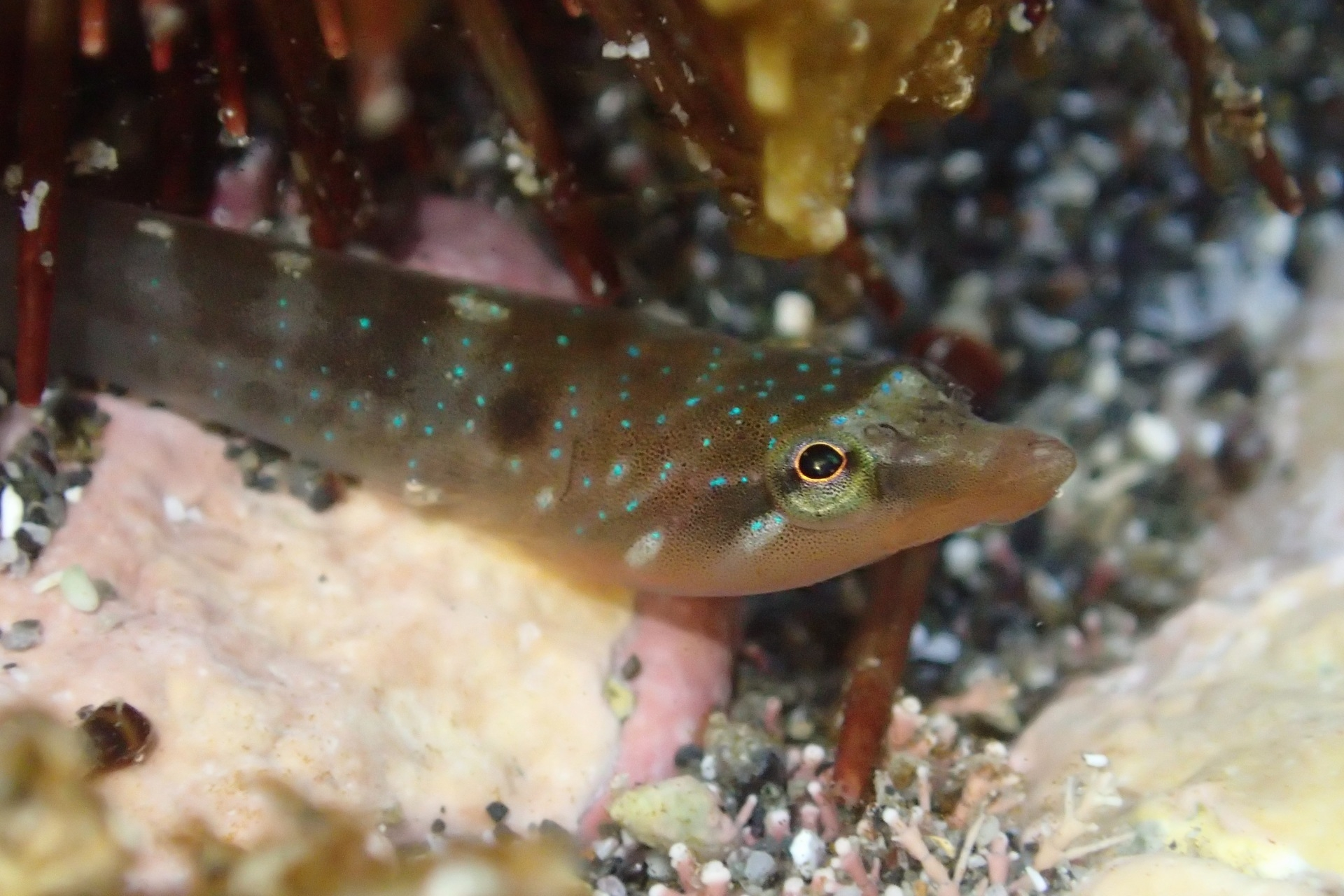
Dellichthys morelandi

    - Dellichthys morelandi Briggs, 1955
    - Dellichthys trnskii Conway et al., 2018

  - Gattung Trachelochismus
    - Trachelochismus aestuarium Conway et al., 2017
    - Trachelochismus melobesia Phillipps, 1927
    - Trachelochismus pinnulatus (Forster, 1801)
- incertae sedis
  - Gattung Aspasmogaster
    - Aspasmogaster costata (Ogilby, 1885)
    - Aspasmogaster liorhyncha Briggs, 1955
    - Aspasmogaster occidentalis Hutchins, 1984
    - Aspasmogaster tasmaniensis (Günther, 1861)

  - Gattung ConidensConidens laticephalus

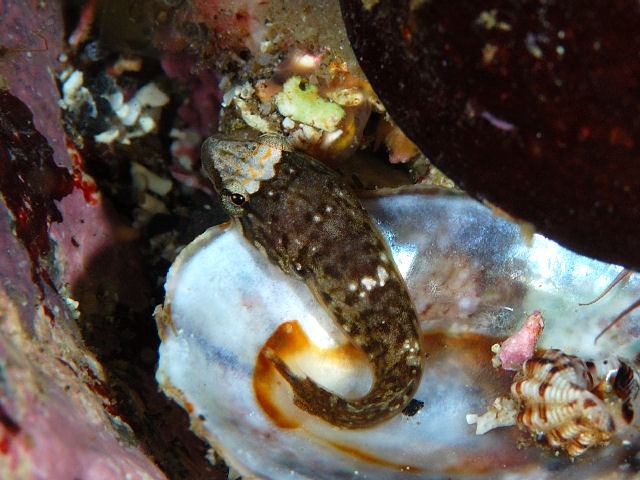
Conidens laticephalus

    - Conidens laticephalus (Tanaka, 1909)
    - Conidens samoensis (Steindachner, 1906)

  - Gattung Creocele
    - Creocele cardinalis (Ramsay, 1882)

  - Gattung Modicus
    - Modicus minimus Hardy, 1983
    - Modicus tangaroa Hardy, 1983